# Euryte robusta
Euryte robusta – gatunek widłonoga z rodziny Euryteidae. Nazwa naukowa gatunku została po raz pierwszy opublikowana w 1900 przez pruskiego zoologa Wilhelma Giesbrechta.